# 考爾斯 (內布拉斯加州)
考爾斯（英語：Cowles）是位於美國內布拉斯加州韋伯斯特縣的村。

## 人口
根據2020年美國人口普查的數據，考爾斯的面積為1.44平方千米，皆為陸地。當地共有人口21人，而人口密度為每平方千米15人。